# Halowe Mistrzostwa Europy w Lekkoatletyce 1982 – skok w dal kobiet
Skok w dal kobiet – jedna z konkurencji technicznych rozgrywanych podczas halowych lekkoatletycznych mistrzostw Europy w Palasport di San Siro w Mediolanie. Rozegrano od razu finał 6 marca 1982. Zwyciężyła reprezentantka Republiki Federalnej Niemiec Sabine Everts. Tytułu zdobytego na poprzednich mistrzostwach nie obroniła Karin Hänel z RFN, która tym razem zdobyła srebrny medal.

## Rezultaty

### Finał
Rozegrano od razu finał, w którym wzięło udział 7 zawodniczek.

Opracowano na podstawie materiału źródłowego.
| Miejsce | Zawodniczka          | Wynik |
| ------- | -------------------- | ----- |
| 1       | Sabine Everts        | 6,70  |
| 2       | Karin Hänel          | 6,54  |
| 3       | Vali Ionescu         | 6,52  |
| 4       | Swietłana Waniuszina | 6,43  |
| 5       | Heike Daute          | 6,33  |
| 6       | Dorthe Rasmussen     | 6,24  |
| 7       | Patrizia Paulotto    | 6,12  |